# San Vicente Pancholo
San Vicente Pancholo es un distrito paraguayo ubicado en la zona este del departamento de San Pedro. Es uno de los distritos más nuevos del país, creado en noviembre del 2016.

## Toponimia
Según uno de los pobladores más antiguos, se comenta que en 1987 se creó la colonia. Durante un festival folclórico en la zona, se decidió que el nombre del lugar debía llamarse "Pancholo", nombre que surgió entre los músicos de la orquesta como agradecimiento a Francisco Caballero Álvarez (1896-1958), un poblador conocido con ese apodo, quien es hijo de Bernardino Caballero y de Julia Álvarez.
Otro poblador relata que para cambiar el nombre se hizo una consulta popular en las emisoras radiales del pueblo. Solo una pequeña comunidad que se encuentra a orilla del Río Jejuí Guazú, en el límite entre los departamentos de San Pedro y Canindeyú, tenía como santo patrono a San Vicente. Por eso, el resultado de aquella consulta popular fue que se cambiara el nombre de "Pancholo" a "San Vicente".
Ante esta situación, la comisión local decidió que el nuevo distrito lleve los dos nombres para que la disputa no continúe, debido a que los colorados eligieron que se llame Pancholo y los demás habitantes optaron por San Vicente.

## Historia
El distrito de San Vicente Pancholo fue creado en noviembre del 2016, gracias a la promulgación del Poder Ejecutivo paraguayo. Anteriormente esta localidad pertenecía a Resquín. Era conocida como Colonia San Vicente o Colonia Pancholo.
La municipalidad de General Resquín siguió administrando este distrito, hasta que un nuevo intendente y concejales municipales fueron elegidos en marzo del 2017, según lo establecido por el Tribunal Superior de Justicia Electoral (TSJE).
El 26 de marzo del 2017, Nicolás Vargas Navarro del Partido Colorado fue elegido como el primer intendente de este distrito.

## Geografía
Ubicada a 262 km al norte de Asunción, se llega a San Vicente Pancholo por la Ruta PY08 hasta llegar a la ciudad de Resquín, ubicado a 222 km al sur de la capital del país, de ahí se toma un camino sin pavimento, de aproximadamente 40 km, hasta llegar a la ciudad de San Vicente Pancholo. Limita al norte y oeste con Resquín, al sur con Liberación y al este con el departamento de Canindeyú.